# Municipio de Medora
El municipio de Medora (en inglés: Medora Township) es un municipio ubicado en el condado de Reno en el estado estadounidense de Kansas. En el año 2010 tenía una población de 1665 habitantes y una densidad poblacional de 21,54 personas por km².

## Geografía
El municipio de Medora se encuentra ubicado en las coordenadas 38°8′31″N 97°51′16″O / 38.14194, -97.85444. Según la Oficina del Censo de los Estados Unidos, el municipio tiene una superficie total de 77.3 km², de la cual 77,3 km² corresponden a tierra firme y (0 %) 0 km² es agua.

## Demografía
Según el censo de 2010, había 1665 personas residiendo en el municipio de Medora. La densidad de población era de 21,54 hab./km². De los 1665 habitantes, el municipio de Medora estaba compuesto por el 95,98 % blancos, el 0,42 % eran afroamericanos, el 0,78 % eran amerindios, el 0,6 % eran asiáticos, el 0,36 % eran de otras razas y el 1,86 % eran de una mezcla de razas. Del total de la población el 3,18 % eran hispanos o latinos de cualquier raza.